# Pycnographa
Pycnographa är ett släkte av fjärilar. Pycnographa ingår i familjen tandspinnare.
Kladogram enligt Catalogue of Life:
| Pycnographa | \| \| Pycnographa netrioides \| \| \| \| \| \| Pycnographa tamarix \| \| \| \| |
|             | \| \| Pycnographa netrioides \| \| \| \| \| \| Pycnographa tamarix \| \| \| \| |
|             | Pycnographa netrioides                                                         |
|             |                                                                                |
|             | Pycnographa tamarix                                                            |
|             |                                                                                |